# イオン鹿児島中央店
イオン鹿児島中央店（イオンかごしまちゅうおうてん）は鹿児島県鹿児島市中央町にある大型商業施設（ショッピングセンター）である。ダイエー時代の店番号は0682。
西鹿児島東口開発ビル株式会社が管理・運営するキャンセビルの核店舗。「キャンセ」（来やんせ）とは薩摩弁で「ようこそ」という意味である。

## 概要
鹿児島県道24号鹿児島東市来線沿線に存在する。鹿児島市の再開発として1999年にダイエー西鹿児島駅前店として開業したのが始まりである。地上8階・地下1階建てとなっている。

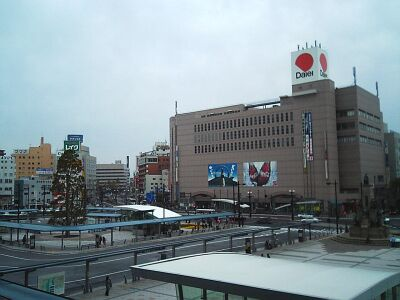
ダイエー旧ロゴ時代の鹿児島中央店

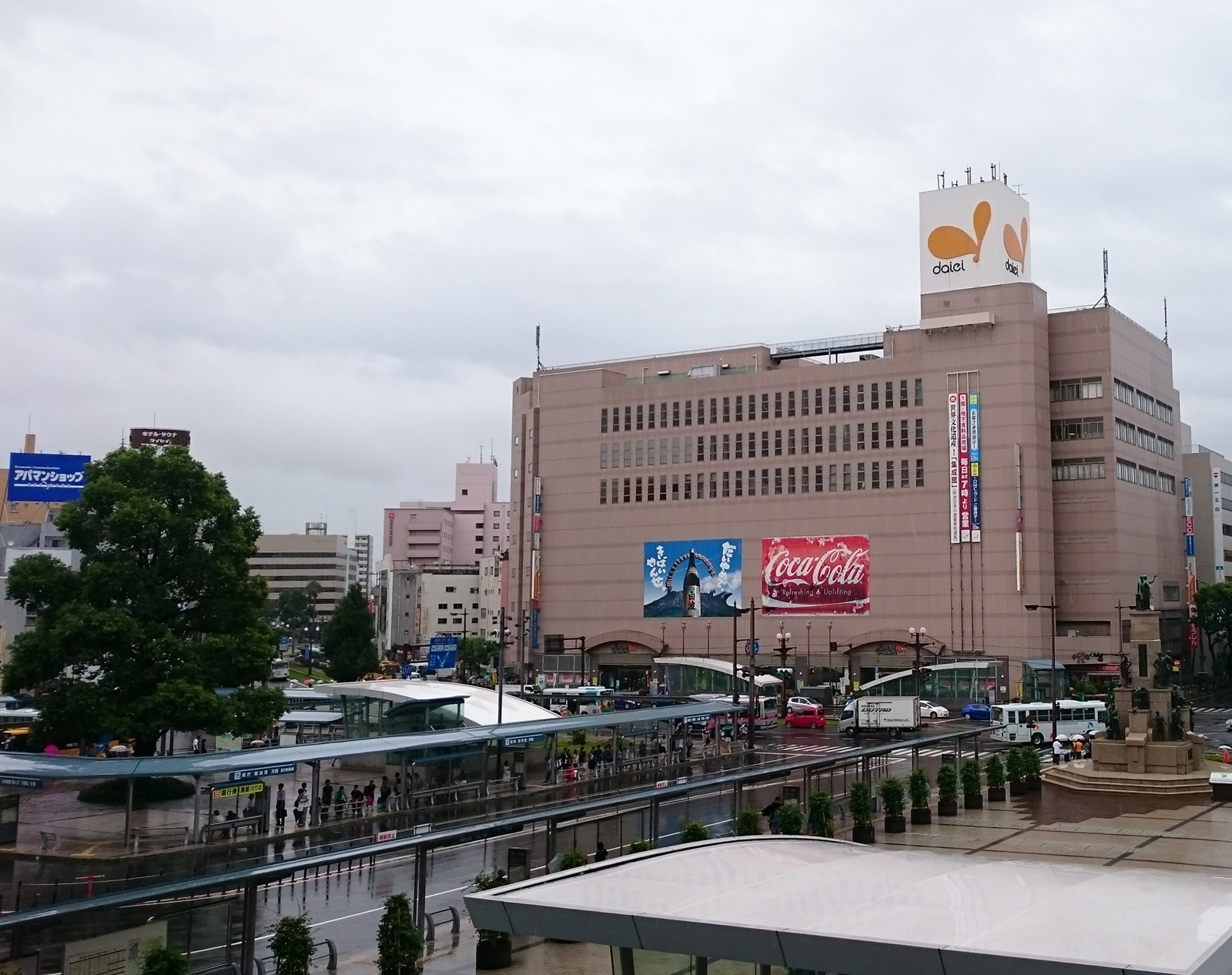
ダイエー鹿児島中央店（現行ロゴ・2015年8月撮影）

7-8階は開業当初より鹿児島市勤労者交流センター「よかセンター」（「余暇」と「良か」を掛けた造語）を中心とした公共フロアとなっている。
2015年9月1日にイオン九州に同店の営業権が承継されイオン鹿児島中央店に名称変更した。

### 九州新幹線開業に伴う店舗名変更
2004年3月13日に九州新幹線の新八代駅 - 鹿児島中央駅（同日に西鹿児島駅から改称）間が開業するのに伴い、当時使用していた西鹿児島駅の名称を鹿児島中央駅に変更することとなった。西鹿児島駅周辺の商業施設としてダイエー西鹿児島駅前店が先陣を切って「ダイエー鹿児島中央店」に2004年3月1日に名称変更した。

### ビル建設までの流れ
当ビルの建設が決まったのは1980年代まで遡る。西鹿児島駅東口十番地区市街地開発準備組合が再開発ビルの核テナントにユニードを誘致することが決定したのが始まりである。全フロアにユニードが出店することが決まっていた。
同年3月には、再開発組合（以下、地元組合と記す）を設立し、1990年早々に着工し1991年の開業を目標としていた。
ところが事態は急変する。鹿児島商工会議所で開かれた商業活動調整協議会の結審で再開発ビルの店舗面積を、他の大型ショッピングセンターとのバランスを考慮しなけれはならないこと、同地はユニードが所有する鹿児島店（ユニードダイエー→ダイエー→イオン鹿児島鴨池店、2024年8月31日閉店）に近い為、連携が取れる等を理由に売場面積を9200㎡削減され、開店予定日を1992年5月以降が妥当との結審が下ったのである。
年月は過ぎ1992年、地元組合側が一部地権者の同意を得るのに苦戦を強いられている間にバブル崩壊の後遺症となって景気が低迷。当初、見込んでいた建設費が急激に上がり、ユニードは地元組合側に再考を求めたのに対し、地元組合側は同年に計画していた着工を半年延期を決定した。
1993年9月には、全フロアの出店を決定していたユニードが景気低迷による採算面の不安から全フロアの出店を断念し地下1階-5階までを出店する事を発表。1994年から、長らく交渉を重ねてきたユニードがダイエーに吸収合併されたことに伴いダイエーとの協議が始まった。
1995年にユニードが決定した出店フロア及び出店面積の縮小を両者間で合意、出店を断念したフロアは両者が共同出資して設立したビルの運営会社によってテナントを探す方法を取ることとなる。この時、建物のイメージがまとめられ、ダイエーショッパーズ福岡店をモデルとした店舗となることが明らかとなった。
しかし、1996年にダイエーと地元組合との意見が食い違い対立。地元組合側は、直ちに着工したいとの考えからダイエーに早急に店舗収得費を含んだ32億円を早急に支払うよう鹿児島地方裁判所に仮処分申請するまでに至ってしまう。これにより両者の関係が悪くなり、着工が更に遅れた。

## フロア構成
駐車場は当店に隣接し、約500台が収容できる立体駐車場（キャンセ駐車場）がある。3階に連絡通路がある。
| 階  | フロア概要                                                               |
| --- | ------------------------------------------------------------------------ |
| 8F  | 鹿児島市勤労者交流センター（体育館・多目的小ホール・トレーニングルーム） |
| 7F  | 鹿児島市勤労者交流センター（事務所・会議室）                             |
| 6F  | 貸室フロア（アデランス・ミュゼプラチナム・ECC外語学院など）              |
| 5F  | 暮らしのフロア                                                           |
| 4F  | ファッションのフロア                                                     |
| 3F  | ファッションのフロア                                                     |
| 2F  | 服飾雑貨のフロア                                                         |
| 1F  | 医薬品・化粧品・日用消耗品のフロア                                       |
| B1F | 食品のフロア                                                             |

## テナント
出店全店舗一覧は公式サイト「ショップリスト」を参照。

## アクセス
- JR九州新幹線・鹿児島本線・指宿枕崎線 鹿児島中央駅から徒歩3分
- 鹿児島市電2系統 鹿児島中央駅前電停から徒歩2分